# 皇家印度海军兵变
皇家印度海军兵变（英語：Royal Indian Navy Mutiny）（或称孟买兵变（Bombay Mutiny））指印度英国殖民地时期的1946年，在皇家印度海军服役的印度兵中发生的兵变，包括各港口军事基地兵变与罢工事件。这些事件最初出自1946年2月18日孟买水兵起义，之后波及全国，并得到各地的响应，包括卡拉奇和加尔各答等各大城市，皇家印度海军共有78艘舰船、20个海军基地、2万印度兵与海员参与。

## 孟买水兵起义
1946年2月，孟買塔瓦尔号軍艦上的印度水兵要求改善伙食，反对种族歧视。但英国军官不接受要求并对水兵侮辱，此舉激起印度水兵的愤怒。
2月18日，在训练营的受训的印度水兵首先起义，随即塔瓦尔号的全体水兵加入起义的行列。2月19日，停泊在孟买港内的20艘军舰的印度水兵2万人响应起義，并在市内遊行示威。卡拉奇、加尔各答等港的印度水兵也参加起义，孟买20万工人和学生罢工、罢课支持起义。2月21日，全部印度海军人员加入起义。
起义者在起義後选举成立了海军中央罢工委员会，他們要求当局禁止种族歧视、给予印度士兵以平等权利、以印度军官代替英国军官、释放全部政治犯等。
英国當局在起義後出动了坦克、装甲车，並派遣军队對起義者進行镇压。最後，在印度国大党和穆斯林联盟的反对和劝说下，中央罢工委员会在2月23日发表告民众书，宣布停止起义，起义领袖随即被捕。
这次起义动摇了英国在印度的统治基础。

## 后续事件
海军兵变源自2月18日海军的一次罢工行动，起初只是发泄对所处地位的不满。紧接着，焦点转向食物和社会地位问题；当时确实面临太多的问题，如英国皇家海军官员对印度兵的人事安排存在种族主义倾向，军纪对可能象征民族主义的事情严加管制。这次罢工马上受到自由印度临时政府控制区人民的声援，孟买地区以为期一天的罢工支持这次行动，空军和警察也加入罢工行列，继而不列颠印度军队中军士不服从英军长官命令，无奈的英国人只好面对不列颠印度军队的起义。之后主要城市面临暴乱，主要舰艇同时升旗了三面旗帜，分别为国大党、穆斯林联盟和共产党的三大政党的党旗，预示着公众关注的焦点完全的统一。